# Sebastes rubrivinctus
Espèce
Sebastes rubrivinctus est une espèce de poissons de l'ordre des Scorpaeniformes.

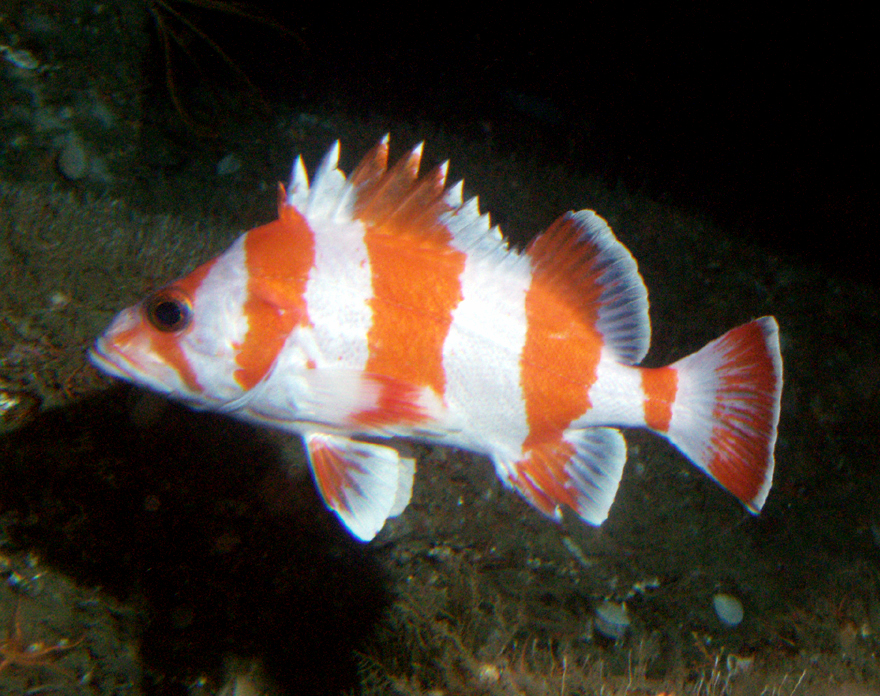
Sebastes rubrivinctus